# Luboš Zálom
Luboš Zálom (* 25. ledna 1981 Beroun) je český politik, informatik, malíř, publicista a bloger, který od roku 2018 působí jako zastupitel města Beroun za sdružení Lepší Beroun.

## Život
Narodil se ve středočeském Berouně, kde absolvoval Obchodní akademii. Absolvoval Vyšší odbornou školu informačních služeb v Praze a následně vystudoval informační studia a knihovnictví na Filozofické fakultě Univerzity Karlovy v Praze. V letech 2004 až 2007 pracoval pro Centrum pro zjišťování výsledků vzdělávání (CERMAT), kde se podílel na přípravě zavedení státních maturit v Česku. Od roku 2006 publikuje v internetovém deníku Neviditelný pes. Působil také v Britských listech, blogu iDNES.cz a na portálu Echo24, kde publikuje články o různých veřejných a společenských tématech. Věnuje se také malířství, v minulosti vystavoval díla ve směru surrealismu a věnoval se krajinomalbě.
Je zástupcem objektivistického filozofického směru, který v politice zastupuje minarchismus. V roce 2014 se podílel na vydání prvního českého překladu románu Ayn Randové Atlasova vzpoura. Působí jako redaktor českého zájmového webu o díle Ayn Randové portálu aynrand.cz. V minulosti publikoval také pro Liberální institut. V roce 2019 se v debatě utkal s anarchokapitalistou Urzou, ve které zastupoval objektivismus.
V květnu 2024 pod pseudonymem Rudolf Pekař publikoval za pomoci umělé inteligence článek „Hra Kingdom Come 2 jako příklad selhání státu a trhu“, který vyvolal pozornost české internetové komunity, když na něj nesouhlasně reagovali největší čeští streameři jako Agraelus, CzechCloud či Ondřej Tesárek. V článku se z pohledu člověka levicového smýšlení snažil poukázat na plýtvání prostředků a zbytečnosti výroby počítačových her, jakou je dosud nejdražší český očekávaný herní projekt Kingdom Come: Deliverance II. Volá o faktické potřebě co největšího zdanění u nedostatečně sociálně přínosných činností. Jeho falešný profil se jménem postavy ze seriálu Malý pitaval z velkého města byl následně ze strany iDNES.cz smazán a poté již v jeho osobním článku osvětlil, že jeho článek se snažil vyvolat kontroverzi a poukázat na amorálnost veškerého zdanění a určování významnosti různých oborů lidské činnosti ze strany státu a třetích osob.

## Politické působení
V roce 2013 vstoupil do Strany svobodných občanů. V komunálních volbách v roce 2014 za Svobodné poprvé neúspěšně kandidoval do zastupitelstva města Beroun. V krajských volbách v roce 2016 byl lídrem kandidátky Svobodných a Soukromníků ve Středočeském kraji, avšak neuspěl. V komunálních volbách v roce 2018 byl zvolen za uskupení Lepší Beroun zastupitelem města Beroun. V říjnu 2019 byl spolu se zvolením nového předsedy Libora Vondráčka zvolen místopředsedou Svobodných.
Ve sněmovních volbách v roce 2021 kandidoval na 2. místě kandidátní listiny uskupení Trikolora Svobodní Soukromníci ve Středočeském kraji. Získal 1 491 preferenčních hlasů, ale nebyl zvolen (uskupení nezískalo žádný mandát).
Ve volbách do Evropského parlamentu v červnu 2024 kandidoval jako člen strany na 7. místě kandidátky Svobodných. Strana však získala pouze 1,76 % hlasů, a zvolen tak nebyl.
Ve sněmovních volbách v roce 2025 figuruje na kandidátní listině hnutí SPD (listina sdružuje kandidáty SPD, Trikolory, Svobodných a PRO) ve Středočeském kraji.